# مدل مقیاس

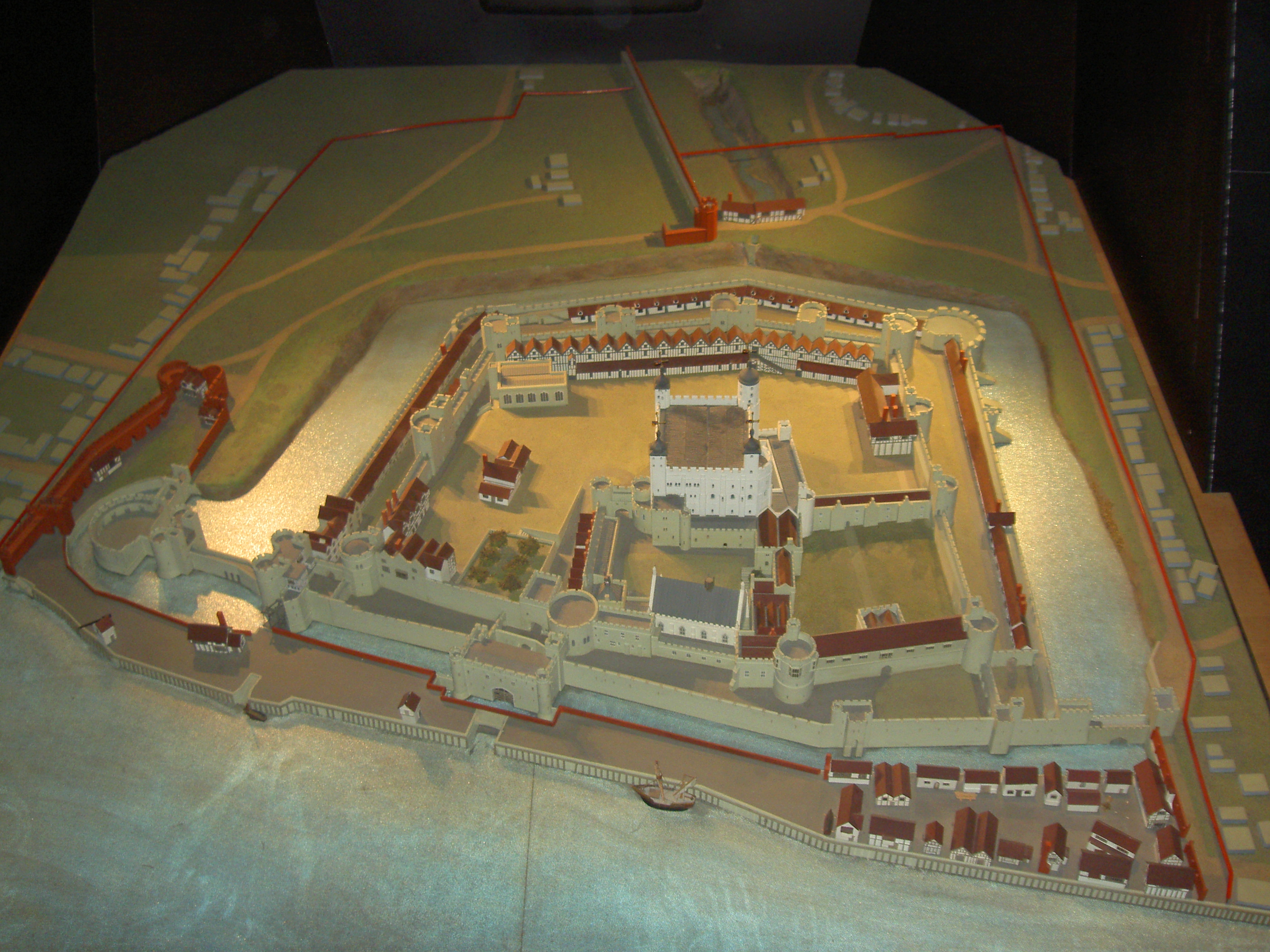
مدل مقیاس شهر قدیمی لندن

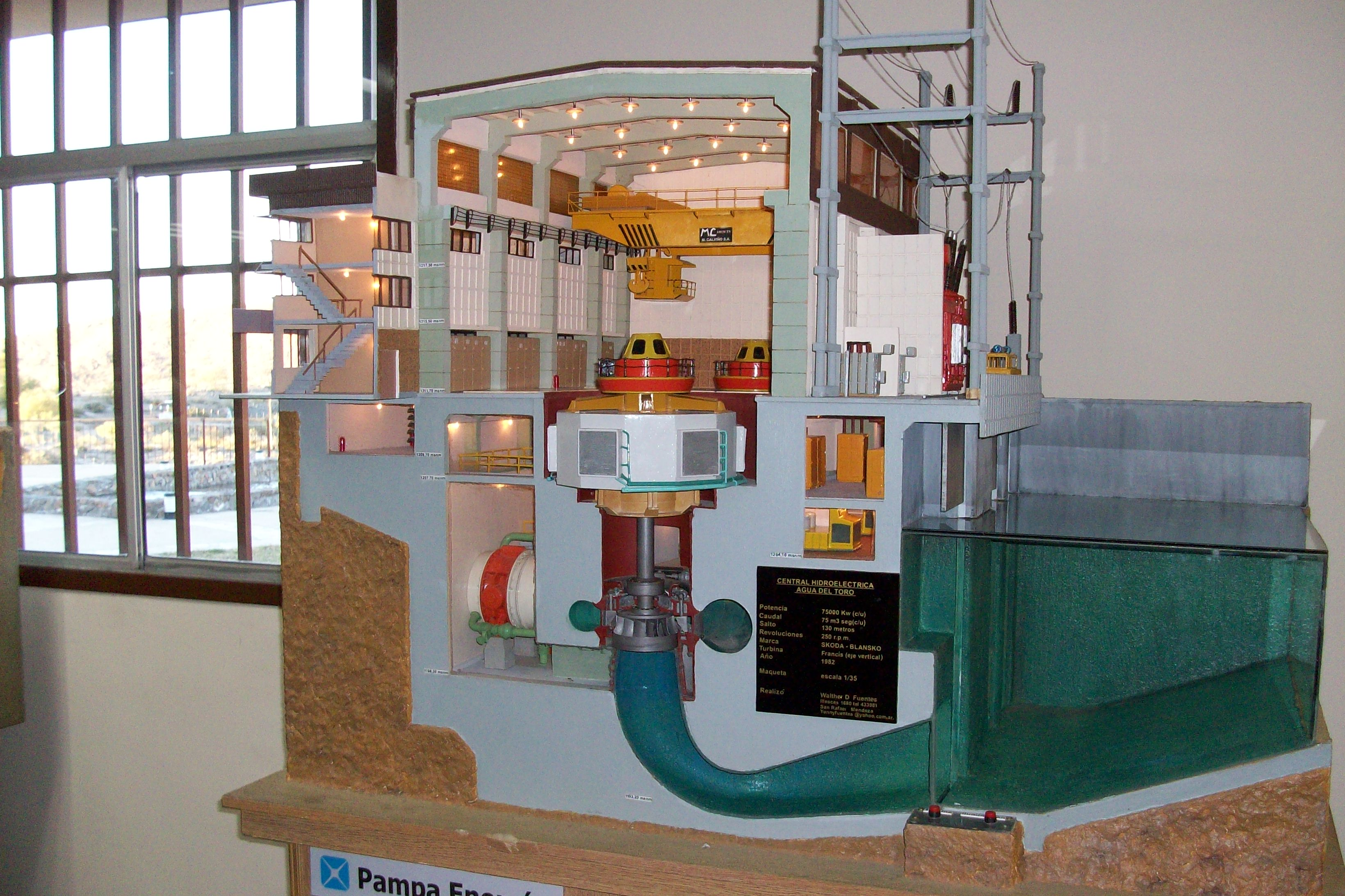
مدل مقیاس توربین با نیروی آب

مدل مقیاس (به انگلیسی: Scale Model) یک مدل فیزیکی است که از نظر هندسی شبیه یک شیء است (معروف به نمونه اولیه). مدل‌های مقیاس معمولاً کوچک‌تر از نمونه‌های اولیهٔ بزرگ مانند وسایل نقلیه، ساختمان‌ها یا افراد هستند. اما ممکن است بزرگتر از نمونه‌های اولیه کوچک مانند ساختارهای تشریحی یا ذرات زیراتمی باشد. مدل‌هایی که در مقیاس مشابه نمونه اولیه ساخته می‌شوند، ماکت (به فرانسوی: Maquette) یا موکاپ نامیده می‌شوند.
ماکت سازی ممکن است با هدف جمع‌آوری کلکسیون یا با اهداف کلان نظیر بررسی اثرگذاری یک پدیده بر روی یک مدل انجام شود.
جمع‌آوری ماکت‌های کلکسیونی از گذشته تا به امروز ادامه داشته است و از جمله نمونه‌های رایج آن، می‌توان به ماکت‌های کشتی‌های چوبی که در اندازه‌های مختلف به عنوان بخشی از دکوراسیون منازل استفاده می‌شود، اشاره نمود. جدیدترین و پیچیده‌ترین ماکتهایی که کمتر به چشم می‌خورد، ماکتهای متحرک یا دینامیک است.
ماکت‌های متحرک یا دینامیک، همانگونه که از اسم شان پیداست، دارای حرکت و تحرک می‌باشد. این گونه ماکت‌ها از نظر ظاهری با واقعیتی که از آن بهره می‌بریم یکی می‌باشد. در اینگونه ماکت‌ها از فرآیندهای شیمیایی (مانند پتروشیمی و پالایشگاه و…) و مکانیکی (مانند خط تولید اتومبیل) و حتی سیستم‌های رباتیک استفاده می‌شود.
مدل مقیاس از ابزارهای کار مهندسان است. نمونه فیزیکی سه بعدی از یک طراحی یا از یک طرح اجرا شده است که معمولاً بنا به نیاز با تغییر مقیاس یا بدون تغییر آن ساخته می‌شود.
ماکت مدل فیزیکی سه بعدی ارائه دهنده یک طرح، محصول یا یک ایده است که به منظور ارائه مفاهیم به متخصصین یا ارائه آن به کارفرما و عموم به روشی ساده و قابل فهم باشند ساخته می‌شوند. ماکت‌های معماری ابزاری است که برای درک بهتر، مطالعات، نمایش، ارائه، جلب سرمایه‌گذاری، اخذ مجوز، و بازاریابی وفروش به کار می‌رود. مدل‌های مطالعاتی که به سرعت قابل ساخت هستند و در ساخت آن معمولاً از در دسترس‌ترین و ارزانترین متریال استفاده می‌شود (مانند مقوا، قطعات چوب، یونولیت، فوم و فوم بورد و …) ابزار بسیار قدرتمندی برای درک سه بعدی یک طرح می‌باشند که توسط معماران، طراحان داخلی، طراحان غرفه‌های نمایشگاهی و طراحان صنعتی استفاده می‌شوند. اما ساخت ماکت پرزانته پرجزئیات و اصطلاحاً ماکت نهایی معمولاً توسط ماکت سازهای حرفه‌ای و شرکت‌های ماکت سازی که به صورت تخصصی در این حیطه فعالیت می‌کنند انجام می‌پذیرد.

## نگارخانه

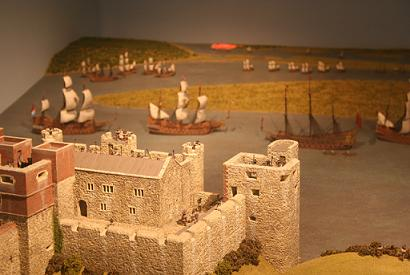
Model ships and castle
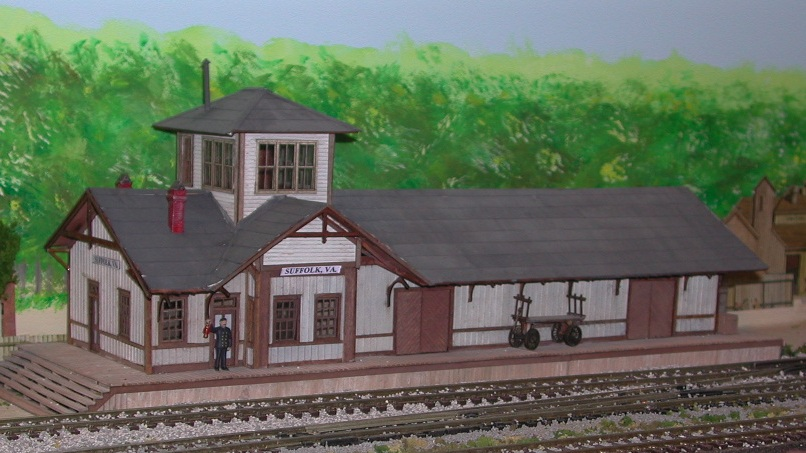
نمونک یک منزل مسکونی